# Dichagyris clara
Dichagyris clara là một loài bướm đêm trong họ Noctuidae.